# Virgil Popescu
Virgil Popescu (ur. w 1916 w Zlatnej, zm. w 1989) – rumuński piłkarz, a także trener.

## Kariera piłkarska
W swojej karierze Popescu reprezentował barwy Vojvodiny, Juventusu Bukareszt oraz Partizana. W 1947 roku wraz z Partizanem zdobył mistrzostwo Jugosławii oraz Puchar Jugosławii.

## Kariera trenerska
Popescu karierę szkoleniową rozpoczynał w 1963 roku w zespole HNK Rijeka, grającym w pierwszej lidze jugosłowiańskiej. Następnie trenował Legię Warszawa, z którą w 1964 roku zdobył Puchar Polski. W latach 1965–1966 był z kolei asystentem Abdulaha Gegicia w Partizanie.
W kolejnych latach Popescu prowadził szwajcarski FC St. Gallen (Nationalliga B), olimpijską reprezentację Maroka, niemiecką Wormatię Worms (Regionalliga), marokański KAC Kénitra, a także algierski JS Kabylie. Wraz z JS Kabylie w 1973 roku zdobył mistrzostwo Algierii.